# مأمور اجرا (فیلم ۲۰۲۲)
مأمور اجرا (به انگلیسی: The Enforcer) یک فیلم اکشن و دلهره‌آور آمریکایی محصول سال ۲۰۲۲ به کارگردانی ریچارد هیوز با بازی آنتونیو باندراس، کیت باسورث و موژان آریا است.
این فیلم در ۲۳ سپتامبر ۲۰۲۲ در سینماهای منتخب و بر حسب تقاضا در ایالات متحده اکران شد.

## داستان
خلافکاری به نام کودا (با بازی آنتونیو باندراس) است که وقتی متوجه می‌شود رئیسش استل (با بازی کیت باسورث) زندگی یک دختر جوان را در معرض خطری جدی قرار داده‌است، همه چیز را فدا می‌کند تا سازمان جنایتکاری را که تمام زندگی خود را برای ساختن آن صرف کرده بود، از بین ببرد و …

## بازخوردها
دنیس هاروی از ورایتی این فیلم را «شیک اما کم عمق» نامید و عملکرد باندراس را ستود. داستین چیس از روزنامه دیلی به این فیلم نمره "D-" داد و آنرا "فیلم ارزانی که هرگز سعی نمی‌کند از بودجه محدود حداکثر استفاده را ببرد" نامید.